# Temporada do Club Sporting Cristal de 2022
O Club Sporting Cristal em 2022, participou de duas competições: Campeonato Peruano e Copa Libertadores.

## Elenco
| N.°        | Nome                 | País     |
| Goleiros   | Goleiros             | Goleiros |
| ---------- | -------------------- | -------- |
| 1          | Matías Córdova       |          |
| 12         | Renato Solís         |          |
| 13         | Alejandro Duarte     |          |
| Defensores |                      |          |
| 2          | Johan Madrid         |          |
| 3          | Benjamin Villalta    |          |
| 4          | Gianfranco Chávez    |          |
| 5          | Omar Merlo           |          |
| 15         | Jhilmar Lora         |          |
| 18         | Cristian Carbajal    |          |
| 19         | Rafael Lutiger       |          |
| 29         | Nilson Loyola        |          |
| 31         | Flavio Alcedo        |          |
| 32         | Leonardo Díaz        |          |
| 33         | Gilmar Paredes       |          |
| Meias      |                      |          |
| 7          | Horacio Calcaterra   |          |
| 8          | Leandro Sosa         |          |
| 16         | Jesús Castillo       |          |
| 17         | Christofer Gonzales  |          |
| 22         | Juan Sánchez         |          |
| 24         | Diego Soto           |          |
| 25         | Martín Távara        |          |
| 27         | Yoshimar Yotún       |          |
| 34         | Aldair Vásquez       |          |
| Atacantes  |                      |          |
| 9          | John Jairo Mosquera  |          |
| 10         | Alejandro Hohberg    |          |
| 14         | Christopher Olivares |          |
| 11         | Irven Ávila          |          |
| 20         | Joao Grimaldo        |          |
| 21         | Fernando Pacheco     |          |
| 28         | Marlon Perea         |          |
| 30         | Percy Liza           |          |
| 35         | Juan Carlos González |          |
| Treinador  |                      |          |
|            | Roberto Mosquera     |          |

## Competições

### Campeonato Peruano

#### Torneo Apertura
| Classificação | Classificação    | Classificação | Classificação | Classificação | Classificação | Classificação | Classificação | Classificação | Classificação |
| Pos           | Time             | PG            | J             | V             | E             | D             | GP            | GS            | SG            |
| ------------- | ---------------- | ------------- | ------------- | ------------- | ------------- | ------------- | ------------- | ------------- | ------------- |
| 3             | Sporting Cristal | 38            | 18            | 11            | 5             | 2             | 35            | 20            | +15           |

#### Torneo Clausura
| Classificação | Classificação    | Classificação | Classificação | Classificação | Classificação | Classificação | Classificação | Classificação | Classificação |
| Pos           | Time             | PG            | J             | V             | E             | D             | GP            | GS            | SG            |
| ------------- | ---------------- | ------------- | ------------- | ------------- | ------------- | ------------- | ------------- | ------------- | ------------- |
| 2             | Sporting Cristal | 41            | 18            | 12            | 5             | 1             | 39            | 17            | +22           |

#### Tabla Acumulada
| Classificação | Classificação    | Classificação | Classificação | Classificação | Classificação | Classificação | Classificação | Classificação | Classificação |
| Pos           | Time             | PG            | J             | V             | E             | D             | GP            | GS            | SG            |
| ------------- | ---------------- | ------------- | ------------- | ------------- | ------------- | ------------- | ------------- | ------------- | ------------- |
| 1             | Sporting Cristal | 79            | 36            | 23            | 10            | 3             | 74            | 37            | +37           |

#### Semifinal
| Data          | Mandante         | Placar | Visitante        | Ref   |
| ------------- | ---------------- | ------ | ---------------- | ----- |
| 2 de novembro | FBC Melgar       | 2 - 0  | Sporting Cristal | [ 5 ] |
| 6 de novembro | Sporting Cristal | 0 - 2  | FBC Melgar       | [ 6 ] |

### Copa Libertadores

#### Fase de grupos — Grupo H
| Classificação | Classificação    | Classificação | Classificação | Classificação | Classificação | Classificação | Classificação | Classificação | Classificação |
| Pos           | Time             | PG            | J             | V             | E             | D             | GP            | GS            | SG            |
| ------------- | ---------------- | ------------- | ------------- | ------------- | ------------- | ------------- | ------------- | ------------- | ------------- |
| 4             | Sporting Cristal | 2             | 6             | 0             | 2             | 4             | 3             | 8             | -5            |

| 5 de abril    | Sporting Cristal | 0 – 2     | Flamengo                             | Estádio Nacional, Lima   |
| 20:00 (UTC−5) |                  | Relatório | Bruno Henrique 22' · Matheuzinho 87' | Árbitro: COL Jhon Ospina |

| 12 de abril   | Universidad Católica               | 2 – 1     | Sporting Cristal | Estádio San Carlos de Apoquindo, Santiago |
| 18:15 (UTC−4) | Núñez 45+2' · Zampedri 90+2' (pen) | Relatório | Loyola 73'       | Árbitro: URU Leodán González              |

| 26 de abril   | Talleres     | 1 – 0     | Sporting Cristal | Estádio Mario Alberto Kempes, Córdova |
| 21:30 (UTC−3) | Esquivel 65' | Relatório |                  | Árbitro: PAR Mario Díaz de Vivar      |

| 4 de maio     | Sporting Cristal | 1 – 1     | Universidad Católica | Estádio Nacional, Lima    |
| 21:00 (UTC−5) | Liza 43'         | Relatório | Zampedri 77'         | Árbitro: COL Andrés Rojas |

| 17 de maio    | Sporting Cristal | 0 – 0     | Talleres | Estádio Nacional, Lima   |
| 19:30 (UTC−5) |                  | Relatório |          | Árbitro: ECU Luis Quiroz |

| 24 de maio    | Flamengo             | 2 – 1     | Sporting Cristal | Estádio do Maracanã, Rio de Janeiro         |
| 21:30 (UTC−3) | Isla 30' · Pedro 74' | Relatório | Gonzáles 85'     | Público: 38 100 Árbitro: VEN Alexis Herrera |

### Copa Libertadores Sub 20
Fase de grupos — Grupo A
| Classificação | Classificação    | Classificação | Classificação | Classificação | Classificação | Classificação | Classificação | Classificação | Classificação |
| Pos           | Time             | PG            | J             | V             | E             | D             | GP            | GS            | SG            |
| ------------- | ---------------- | ------------- | ------------- | ------------- | ------------- | ------------- | ------------- | ------------- | ------------- |
| 3             | Sporting Cristal | 3             | 3             | 1             | 0             | 2             | 6             | 12            | -6            |

| Data            | Mandante                | Mandante | Placar | Visitante | Visitante        | Ref   |
| --------------- | ----------------------- | -------- | ------ | --------- | ---------------- | ----- |
| 5 de fevereiro  | Sporting Cristal        |          | 4 - 0  |           | Blooming         | [ 7 ] |
| 8 de fevereiro  | Independiente del Valle |          | 7 - 1  |           | Sporting Cristal | [ 8 ] |
| 11 de fevereiro | Caracas FC              |          | 5 - 1  |           | Sporting Cristal | [ 9 ] |